# Піхотна дивізія «Гюстров»
Піхотна дивізія «Гюстров» (нім. Infanterie-Division Güstrow) — дивізія Вермахту, що існувала наприкінці Другої світової війни.

## Історія
Піхотна дивізія «Гюстров» сформована 29 квітня 1945 року на основі штабу 4-ї дивізії Імперської служби праці, підрозділів розгромленої 131-ї піхотної дивізії, кадетів 6-ї піхотної школи фанен-юнкерів (нім. Fahnenjunkerschule VI) у Шверіні, полкової школи Гюстрова (нім. Bataillonsführer-Lehrgang GÜSTROW) та інших частин і підрозділів, що поспіхом йшли на доукомплектування з'єднання. 8 травня 1945 року капітулювала британським військам на території Мекленбурга.

## Райони бойових дій
- Німеччина (квітень — травень 1945).

## Командування

### Командири
- Оберст Нобіц (нім. Nobiz) (29 квітня — 8 травня 1945)

## Склад
| 1944                                                 |
| ---------------------------------------------------- |
| 1-й гренадерський полк «Гюстров»                     |
| 2-й гренадерський полк «Гюстров»                     |
| 3-й гренадерський полк «Гюстров»                     |
| Фузілерний батальйон «Гюстров»                       |
| Артилерійський полк «Гюстров»                        |
| Дивізіон реактивних мінометів Небельверфер «Гюстров» |
| Інженерний батальйон «Гюстров»                       |
| Дивізійний батальйон зв'язку «Гюстров»               |